# Westliches Hochfeld
Westliches Hochfeld är en platå i Östantarktis. Norge gör anspråk på området.